# گویوان
گویوان (به لاتین: Guyuan) یک شهر مرکزی در جمهوری خلق چین است که در نینگ‌شیا واقع شده‌است. گویوان ۱۴٬۴۱۲٫۸۳ کیلومتر مربع مساحت و ۱٬۴۵۵٬۲۰۰ نفر جمعیت دارد و ۱٬۷۷۷ متر بالاتر از سطح دریا واقع شده‌است.